# サンタナトーリア・ディ・ナルコ
サンタナトーリア・ディ・ナルコ（伊: Sant'Anatolia di Narco）は、イタリア共和国ウンブリア州ペルージャ県にある、人口約500人の基礎自治体（コムーネ）。

## 地理

### 位置・広がり

#### 隣接コムーネ
隣接するコムーネは以下の通り。
- モンテレオーネ・ディ・スポレート
- ポッジョドーモ
- スケッジーノ
- スポレート
- ヴァッロ・ディ・ネーラ

### 気候分類・地震分類
サンタナトーリア・ディ・ナルコにおけるイタリアの気候分類 (it) および度日は、zona E, 2124 GGである。
また、イタリアの地震リスク階級 (it) では、zona 1 (sismicità alta) に分類される。

## 行政

### 分離集落
サンタナトーリア・ディ・ナルコには、以下の分離集落（フラツィオーネ）がある。
- Caso, Castel San Felice, Gavelli, Grotti, San Martino Agelli, Tassinare, Palombara